# Zwycięstwo wiary
Zwycięstwo wiary (niem. Der Sieg des Glaubens) – niemiecki film propagandowy nakręcony w 1933 r. przez Leni Riefenstahl. Film jest sprawozdaniem z V zjazdu NSDAP odbywającego się w Norymberdze między 30 sierpnia a 3 września 1933 r.

## O filmie
Podobnie jak inne nazistowskie filmy propagandowe tak i Zwycięstwo wiary nakręcony jest według prostego i jasnego schematu. Film nie ma żadnej narracji ani objaśniających tytułów, ale przedstawia w chronologicznej kolejności najważniejsze wydarzenia z partyjnego zjazdu:
- powitanie zagranicznych dyplomatów, członków partii i polityków na stacji w Norymberdze
- przylot Adolfa Hitlera na lotnisko i spotkanie z ważnymi partyjnymi urzędnikami.
- wielkie parady SA oraz przemowy Hitlera z okazji dziesiątej rocznicy powstania Niemieckiego Ruchu Narodowego Socjalistycznego.

## Produkcja
Propozycję nakręcenia filmu z V zjazdu partii Leni Riefenstahl otrzymała po tym, jak wysłała list do Hitlera i zaoferowała mu swoje usługi. Zafascynowana Führerem i ideologią narodowego socjalizmu stworzyła obraz, który ukazywał jedność narodu i potęgę Hitlera, choć ona sama twierdziła, że to tylko reportaż. Był to jej pierwszy dokument, ale jeszcze przed jego realizacją spotkała się z wrogością nazistowskich urzędników, którzy nie chcieli widzieć w roli reżysera kobiety, która dodatkowo nie była nawet członkiem partii. Film jednak bardzo spodobał się Hitlerowi, dzięki czemu zdobyła jego zaufanie i środki na realizację kolejnych obrazów.
W filmie pojawia się wielu wysokich rangą dygnitarzy, w tym Ernst Röhm, były szef SA i drugi najbardziej wpływowy człowiek w nazistowskiej partii tamtego okresu. Niecały rok później w czerwcu 1934 r. podczas Nocy długich noży, Röhm i kilku jego poruczników zostało straconych na rozkaz Hitlera. Wszelkie wzmianki na jego temat rozkazano wymazać z niemieckiej historii, w tym także z filmu, którego wszystkie kopie miały zostać zniszczone. Jednak w kwietniu 1934 r., kiedy Riefenstahl przyjechała do Wielkiej Brytanii, by na kilku najważniejszych uniwersytetach omówić swoje techniki filmowe, powstała jedyna znana kopia filmu, która przetrwała do dziś.
Zwycięstwo wiary miał zastąpić inny obraz, Triumf woli, którego scenariusz był bardzo podobny, a niektóre sceny w obu filmach sprawiały wrażenie wręcz identycznych, np. ujęcia Norymbergi czy przejazd Hitlera przez miasto. Ponadto, odpowiadający za podkład dźwiękowy, Herbert Windt wykorzystał wiele tych samych motywów muzycznych w obu filmach, w tym utwory Wagnera.